# Playback (dal)
A Playback című dal a francia Alliance Ethnik első 1994-ben megjelent kislemeze, mely slágerlistás helyezést sem ért el. A dal megtalálható a csapat Best Of című válogatás lemezén, valamint az 1994-ben megjelent Mondial Rap című válogatáslemezen, melyen több más hasonló stílusú francia előadó mutatkozott be.
A dal promóciós bakelit lemezen is megjelent a Delabel kiadó által.

## A dal zenei alapja
A Playback című dalhoz az alábbi zenei alapon használták fel:
- Ronnie Foster-Mystic Brew (1972)

## Megjelenések
12" Promo  Franciaország Delabel – DE 8066
- A	Playback 3:53
- B	Playback (Instrumental) 3:53

## Külső hivatkozások
- Hallgasd meg a dalt[4]